# Ökörpatak község
Ökörpatak község (románul: Comuna Păltiniș) község Krassó-Szörény megyében, Romániában. Központja Ökörpatak, beosztott falvai Cornuțel, Delényes, Kisszabadi, Ruzs.

## Népessége
A 2011-es népszámlálás adatai alapján a község népessége 2408 fő volt.